# Albert F. A. L. Jones
Pour les articles homonymes, voir Albert Jones.
Albert Francis Arthur Lofley Jones (OEB ; 19 août 1920 - 11 septembre 2013) est un astronome amateur néo-zélandais, observateur prolifique d'étoiles et de comètes, et membre des sections Étoiles variables et Comètes de la Royal Astronomical Society of New Zealand (en).

## Biographie
Albert Jones est né à Christchurch en Nouvelle-Zélande en 1920 et a étudié au lycée Timaru Boys. Au début de la Seconde Guerre mondiale, il s'est enrôlé dans l'armée, mais en 1942, il est classé comme inapte au service à l'étranger.
Il a exercé plusieurs activités professionnelles, il fut meunier dans un moulin à flocons d'avoine, propriétaire d'une épicerie et ouvrier dans une usine d'assemblage de voitures.
Il est décédé à Nelson, en Nouvelle-Zélande en 2013.

## Astronomie

### Réalisations
En 1963, il devient le sixième astronome de l'histoire à faire plus de 100 000 observations d'étoiles variables et, en 2004, il devient le premier à dépasser les 500 000 observations. Ses estimations de la luminosité des étoiles, à l'œil nu, étaient très précises: la plupart des observateurs pouvaient différencier un dixième d'un point de magnitude, mais les mesures de Jones montrent un écart type d'environ un vingtième de point de magnitude.
En 1946, il découvre la comète C/1946 P1 (Jones), caractérisée par une faible distance minimale d'intersection de l'orbite de Saturne. En 2000, il co-découvre, avec l'astronome japonais Syogo Utsunomiya, la comète C/2000 W1 (Utsunomiya-Jones), devenant ainsi le plus ancien découvreur de comète. En 1987, il co-découvre la supernova SN 1987A dans le Grand Nuage de Magellan, qui a été l'explosion de supernova observée à l'œil nu la plus brillante depuis 1604.

### Reconnaissance
Son travail a été largement reconnu. En 1960, il reçoit la Médaille Jackson-Gwilt. En 1968, il reçoit la médaille Merlin Silver et le prix de la British Astronomical Association pour son travail sur l'établissement des magnitudes précises des comètes. Il est fait Officier de l'Ordre de l'Empire britannique (OBE) pour ses services rendus en astronomie. L'année suivante, l'astéroïde (3152) Jones est nommé d'après lui. Il a remporté le prix Amateur de l'Astronomical Society of the Pacific en 1998 pour ses observations d'étoiles variables et de comètes. La découverte de la comète C/2000 W1 lui a valu le prix Edgar-Wilson, decerné en 2001 par le Smithsonian Astrophysical Observatory. En 2004, il reçoit un doctorat honorifique en Sciences de l'Université Victoria de Wellington.